# Rudtjärnsgrottorna

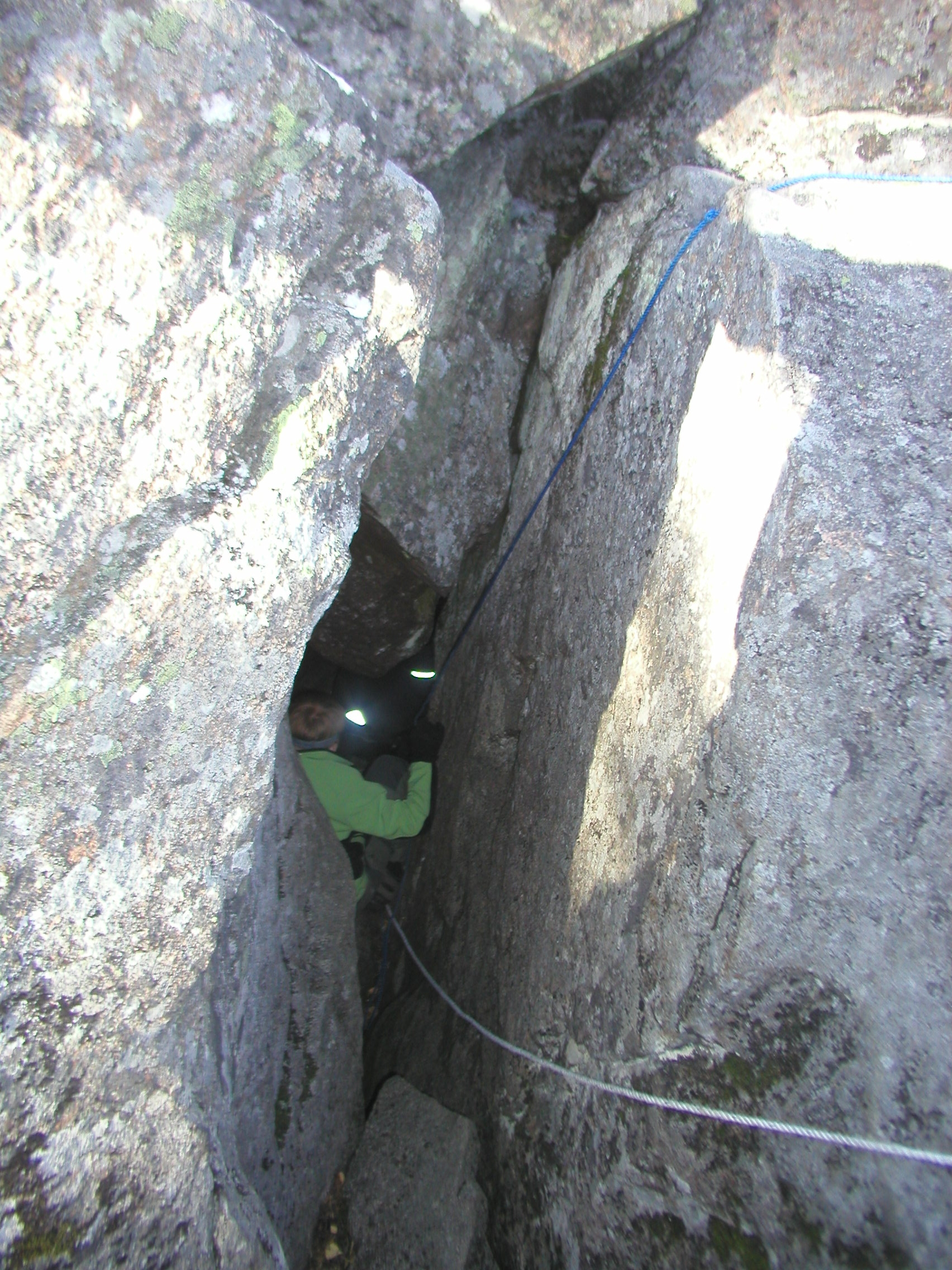
En av ingångarna till grottsystemet.

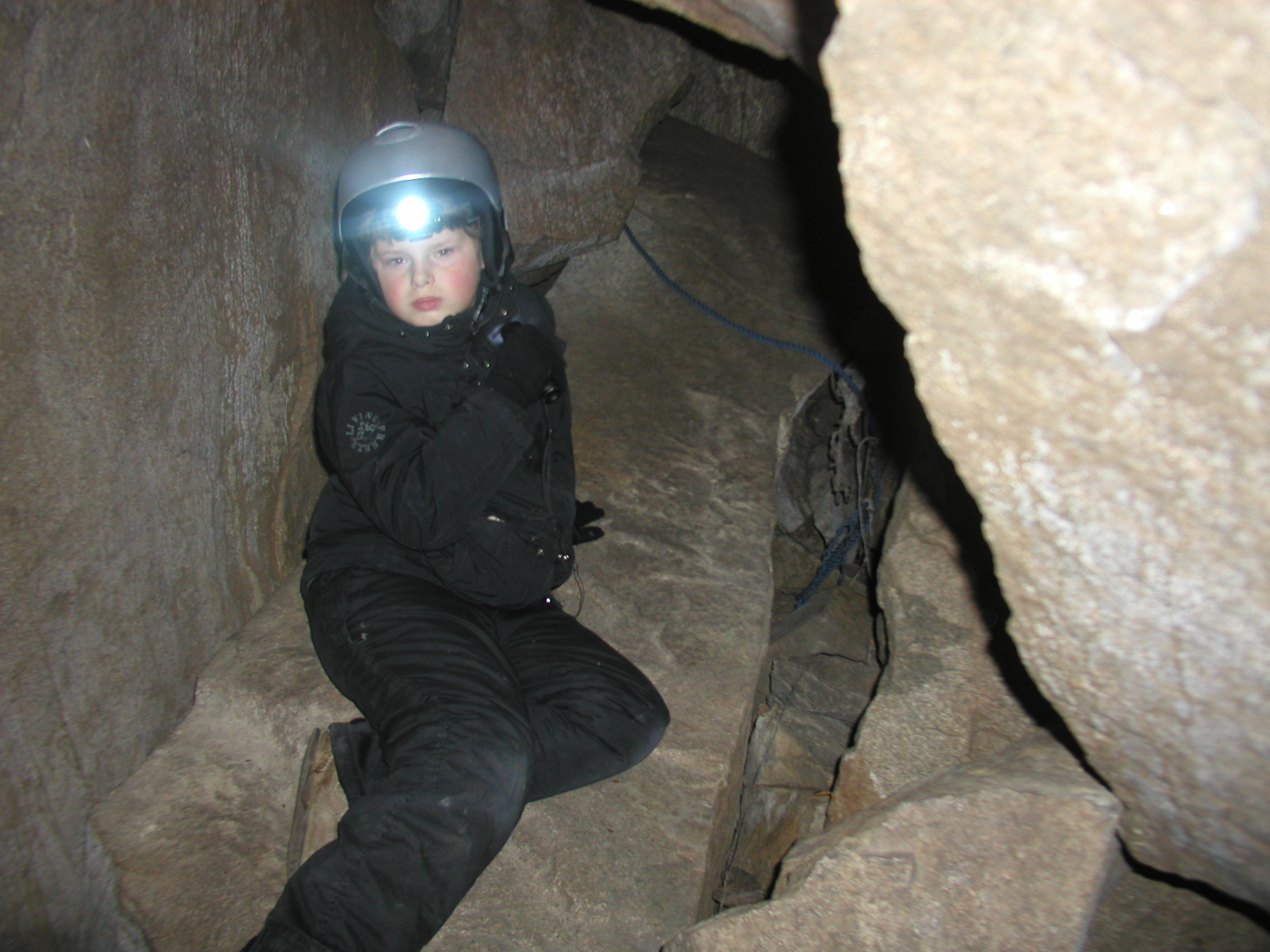
Ca 20 meter in och under marken.

Rudtjärnsgrottorna är en blockgrotta öster om Skinnskatteberg. Med 160 meter kartlagt är det ett av Västmanlands största grottsystem.
Grottan har ett antal ingångar och många är sammanbundna med varandra. Grottan är ganska kompakt med gott om krypmöjligheter. Uppskattningsvis är höjdskillnaden mellan högsta blocket och djupaste punkten i grottan runt 10 meter.  I komplexet finns även en del mindre salar. I grottan är det draget ett snöre som man kan följa runt de olika gångarna och salarna tills man kommer ut i andra änden. Det finns även några mindre grottor att upptäcka bland blocken.
Närmsta parkering är belägen 59°49′46″N 15°56′13″Ö / 59.82944°N 15.93694°Ö. Därifrån  är det någon kilometers skogspromenad. Bara några meter från blockstensområdet finns det en lägerplats med eldstad.